# NGC 3666
NGC 3666 é uma galáxia espiral barrada (SBc) localizada na direcção da constelação de Leo. Possui uma declinação de +11° 20' 32" e uma ascensão recta de 11 horas, 24 minutos e 26,2 segundos.
A galáxia NGC 3666 foi descoberta em 15 de Março de 1784 por William Herschel.